# Brvi
Brvi é um assentamento localizado no município de Brežice na Eslovênia. Possuía uma população estimada de 45 habitantes em 2020.